# Kočovští z Kočova
Kočovští z Kočova či též Kocovští z Kocova byli český vladycký a rytířský rod ze jihozápadních Čech.

## Historie
Počátky rodu Kočovských z Kočova sahají do 14. století. Své jméno odvozují od západčeské obce Kočov u Plané na Tachovsku. Rod byl ve středověkých západních Čechách velmi aktivní a rozvětvený.
První písemná zmínka o rodu, pochází ze 17. března 1357, v souvislosti se jmenováním faráře Oldřicha v kostele Archanděla Michaela v obci Dubec mezi přítomnými šlechtici zmíněn Konrád (Kunkrát) z Kočova. Mezi dalšími byli přítomni Bohuslaw z Tasnovic a Bohuschem ze Svržna.
Jako druhý je doložen syn Konráda, Humprecht z Kočova (1359-1379), který vlastnil také Klíčov a Ústí a jeho bratr Radslav (1368-1379), se sídlem na Svržně. V téže době je zmiňováj ještě Vilém z Kočova, který držel Miřkov na Domažlicku a v letech 1359–1403 také jeho syn Humprecht z Kočova. Po další dvě generace se v rodu objevuje jméno Humprecht.
Čtvrtý z bratrů Radislava, Gumpert z Kočova v roce 1368 vznesl právní nárok na pozemky v Dubci, které byli s rodem spjaty ještě v letech 1379 a 1412. Ve 14. století nechali pravděpodobně Kočovští v Kočově vystavět tvrz, jejíž poloha je známa, nedochoval se však žádný záznam o její podobě.
V roce 1415 byla v držení bratrů Radslava a Aleše Kočovských z Kočova ves Mířkov. 
Mezi posledními členy rodu jsou zmiňováni v roce 1408 Jindřich z Kočova na Svržně a v roce 1514 Jan z Kočova, poslední člen rodu sídlícím na Kočově, který statek prodal. Poté v průběhu 16. století kočovské panství často měnilo majitele z řad českých i německých feudálů a tehdejší majitel panství zahájil přestavbu tvrze na renesanční zámek. Ten později získal Bedřich Šlik z Lokte, zámek však postupně chátral, neboť majitelé panství sídlili na zámku v Plané.
V roce 1544 ještě Markéta Kočovská z Křimic vlastnila na Domažlicku panství Osvračín se zámkem a po ní se připomínají v roce 1570 Ofka a o devět let později Anna Kočovská. Někdy v té době si Kočovští ve vsi postavili novou tvrz. V letech 1585–1619 patřila Jiřímu z Kočova, po kterém ji zdědila Anna Černínová, rozená z Kočova, a její čtyři synové. Osvračín připadl Humprechtu Černínovi, zatímco Jan Černín dostal tvrz ve Lštění. Humprecht brzy zemřel, a statek měl připadnout Drslavu Černínovi, který neměl dostatek prostředků, aby ostatní vyplatil. Statku se nakonec v roce 1625 ujal Jiří Černín, který zemřel roku 1669. 
V letech 1604–1608 vlastnil Jiří Kočovský z Kočova vesnici Přívozec se dvorem, kterou prodal Smilu Vřesovci z Vřesovic. Někdy před shořením desk zemských prodala Ofka z Chrástu, manželka Jiřího Kočovského z Kočova, díl Rochlova za 250 kop českých grošů Mikuláši Hošťálkovi z Hojnestu na Vlkýši.

### Legenda o Žižkovi
V legendě o Žižkově hrušni u hradu Rabí, kde měl Žižka přijít o oko, figuruje Přibík z Kočova jako velitel hradu. Podle jedné verze stál Žižka u hradní brány pod hrušní, když velitel hradu Přibík Kočovský vystřelil šíp, který proletěl otevřeným hledím Žižkovy helmy a připravil ho o oko. Podle jiné verze se Přibík trefil do hrušně, ze které se odštípla tříska, která Žižku o oko připravila. Jiná varianta pověsti posouvá hrušeň s Žižkou do pole dále od hradu a nezmiňuje Přibíka Kočovského, jen náhodný šíp, který se do hrušně zabodl a vyštípl z ní onu pověstnou třísku.

## Erb
Nejpozději od roku 1361 měli Kočovští z Kočova vlastní erb. Ten byl tvořen svisle polceným štítem, levá polovina stříbrná, pravá polovina červená, rozdělená se stříbrným břevnem vprostřed. Klenot byl tvořen dvěma orlími křídly, zbrvanými podobně jako štít.